# Phimophis guerini
Phimophis guerini — вид змій родини полозових (Colubridae). Мешкає в Південній Америці. Вид названий на честь французького ентомолога Фелікса Едуарда Герен-Меневілля.

## Поширення і екологія
Phimophis guerini широко поширені в центральній і південно-східній Бразилії, в Парагваї (на схід від річки Парагвай) та у північній Аргентині. Вони живуть на луках і в саванах серрадо. Ведуть нічний, наземний спосіб життя. Живляться переважно ящірками, іноді ссавцями. Відкладають яйця.